# قاعة البرلمان الليبي

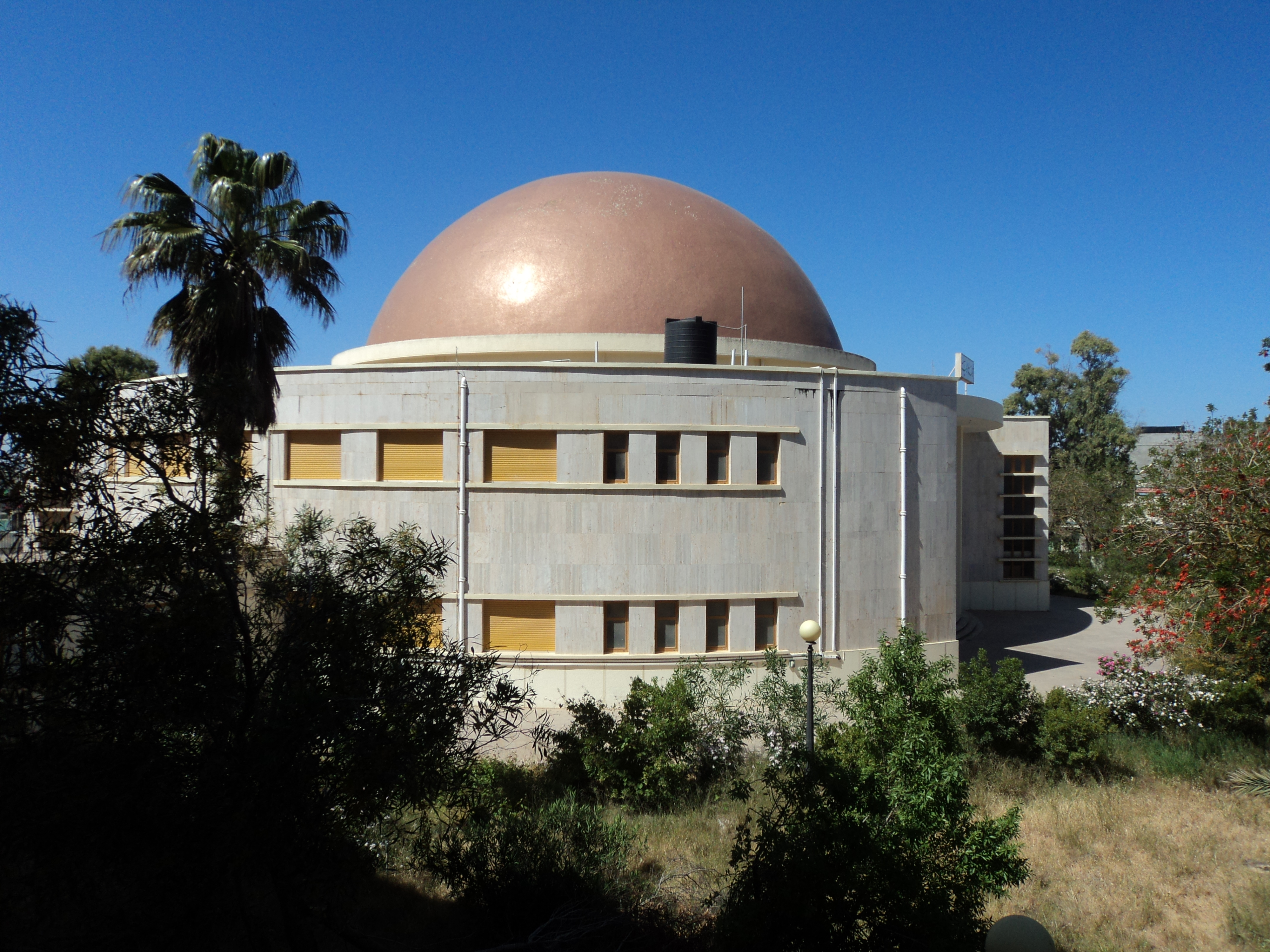
قاعة البرلمان الليبي

مبني البرلمان الليبي يقع بمدينة البيضاء تم بناءه سنة 1964 في عهد المملكة الليبية والذي يعتبر بوصفه رمزاً لبداية دولة القانون والدستوروالمؤسسات التي بدأت أولى خطواتها في ذلك الوقت وقد حضر الملك إدريس السنوسي ملك المملكة الليبية أول جلساتها، وإلى جانب مبنى البرلمان كانت مدينة البيضاء مقرا لرئاسة الوزراء وعددا من الوزارات، ومقار لبعض السفارات الاجنبية.
بعد عام 2011 اتخذ مبنى البرلمان مقراً مؤقتاً للمجلس الوطني الانتقالي إبان اندلاع الثورة الليبية في فبراير .
و أصبح المبنى مقراً لعقد الاجتماعات والمؤتمرات بالمدينة، إلى حين إقرار المؤتمر الوطني في عام 2013 بأن يكون ديوان الهيئة التأسيسية لصياغة الدستور بمدينة البيضاء واختيار مبنى البرلمان مقراً لهذه الهيئة.

## مواضيع ذات علاقة
- الجبل الأخضر
- البيضاء

## وصلات خارجية
- وزارة الاتصالات والمعلوماتية الليبية